# Pepperoni roll

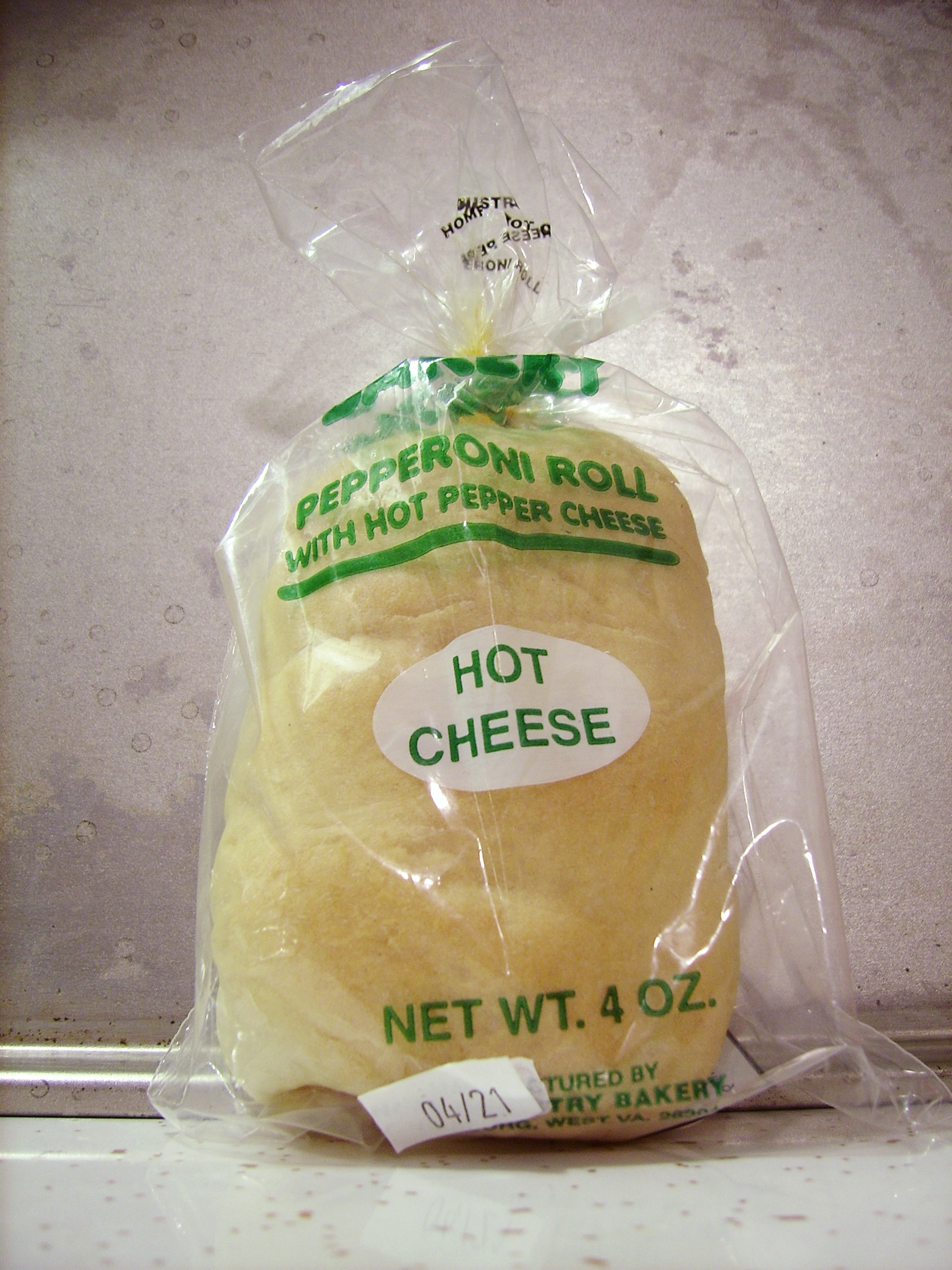
Um pepperoni roll na sua embalagem original.

O pepperoni roll é um aperitivo popular na Virginia Ocidental e algumas regiões próximas dos Apalaches. É omnipresente na Virginia Ocidental, especialmente em lojas de conveniência, sendo uma das comidas mais associadas com o estado.
O pepperoni roll clássico consiste num pão (bread roll) de pão branco com fermento bastante fofo, aquecido com pepperoni dentro. O pepperoni pode ser de várias formas: uma única barra, várias rodelas dobradas, cortado em atiras ou picado. Durante o aquecimento, o azeite condimentado do pepperoni passa ao pão. A maioria prefere os rolls oleosos mas não empapados, de forma que a textura do pão é um factor importante na qualidade do prato. Os pepperoni rolls costumam comer-se como aperitivo ou como prato principal no almoço, tanto sem aquecer como temperados.

## Origem
O pepperoni roll foi inventado por Giuseppe Joseph Argiro no Country Clube Bakery de Fairmont (Virginia Ocidental) em 1927. Os rolls surgiram como almoço para os mineiros do carvão do centro-norte de Virginia Ocidental na primeira metade do século XX. Os pepperoni rolls não precisavam de se guardar refrigerados e podiam incluir-se no almoço dos mineiros. O pepperoni e outros ingredientes italianos fizeram-se populares na região a princípios do século XX, quando o auge da mineração e o caminho-de-ferro atraíram para ali muitos imigrantes italianos. Os pepperoni roll parecem-se ao pasty e ao sausage roll, que surgiram nas comunidades mineiras do Reino Unido, bem como também ao calzone italiano.

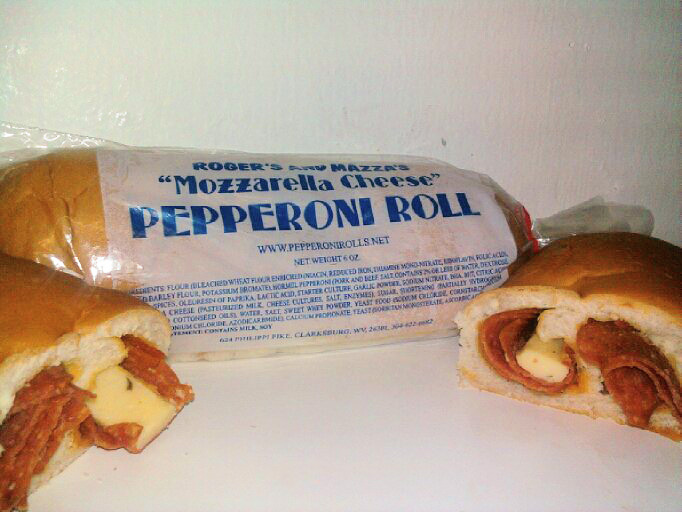
O aspecto interior do Pepperoni Roll.

## Variantes
As variantes do pepperoni roll original podem conter diferentes tipos de queijo, pimento, etcétera. Uma pizzeria de Chesapeake (Ohio) introduziu uma variante frita chamada Pepperoni Zinger.

### College Station (Texas)
Há vários restaurantes especializados que servem tanto pizza como pepperoni rolls em College Station (Texas). A receita local para estes rolls inclui um recheado de mozarela ou provolone além de pepperoni.

### Rações militares
Desde princípios da década de 2000 o exército estadounidense inclui uma versão do pepperoni roll que é uma das MRE (rações prontas para comer) fornecidas às tropas. Os rolls militares são fabricados por uma companhia da Carolina do Norte.